# Tripeptid
Tripeptid je peptid koji se sastoji od tri aminokiseline spojene peptidnim vezama. Pravu prirodu i funkciju proteina određuje prisustvo i stvaranje aminokiselina.
Jednostavni primeri su tripeptidne kombinacije tri molekula glicina ili dva glicina i jednog alanina. Troglicin može imati samo jednu strukturu glicin-glicin-glicin. Drugi tripeptidi mogu imati različite varijante: glicin-alanin-glicin, glicin-glicin-alanin, glicin-alanin-glicin, svaki od kojih je poseban molekul.
- Eisenin (pGlu-Gln-Ala-OH) je peptid sa imunološkom aktivnošću. Izolovan je iz japanske morske alge Eisenia bicyclis; češće je poznat kao Aram
- GHK-Cu (glicil-L-histidil- -lizin) služi za vezanje peptida ljudskog bakra pri zarastanju rana i remodelovanju kože. Nalazi primenu u kozmetici, za maskiranje znakova starenja, a obično se naziva bakarnim peptidom
- Glutation (γ-L-glutamil-L-cisteinilglicin) je važan antioksidans u životinjskim ćelijama.
- Izoleucin-prolin-prolin (Laktotripeptid) se nalazi u mlečnim proizvodima, a deluje kao ACE inhibitor.
- Leupeptin (N-acetil-L-leucil-L-leucil-L-argininal) je inhibitor proteaze koji takođe deluje kao inhibitor kalpaina.
- Melanostatin (prolil-leucil-glicinamid) je peptidni hormon koji se proizvodi u hipotalamusu da inhibira oslobađanje melanocit-stimulirajućeg hormona (MSH)
- Oftalminska kiselina (L-γ -glutaml-L-α-aminobutiril-glicin) je analog glutationa, izolovan iz kristalnih sočiva
- Noroftalminska kiselina (y-glutamil-alanil-glicin) je analog glutationa (L-cistein zamenjen L-alaninom) izolovan je iz kristalnih leća.
- Tireotropin oslobađajući hormon (TRH, tiroliberin ili protirelin) (L-piroglutamil-L-histidinil-L-prolinamid) je peptidni hormon koji stimuliše oslobađanje tireostimulirajućeg hormona i prolaktina preko prednjeg režnja hipofize
- ACV (δ-(L-α-aminoadipil)-L-Cys-D-Val) ključni je prekurzor u biosintezi penicilina i cefalosporina.